# Guillem Bonet
Guillem Bonet (Barcelona, 1954). Dissenyador gràfic i interiorista.
Va realitzar els seus estudis a l'Escola Eina de Barcelona. Del seu primer període, destaquen els seus cartells i col·laboracions en projectes gràfics com la senyalització del Museu Picasso o el dossier de la pel·lícula "Pink Mamma" de Bigas Luna.
El 1980 guanya el premi FAD d'interiorisme pel projecte del Bar ZIGZAG realitzat en col·laboració amb Ramon Olives, Anchón Gomez i Alicia Nuñez. Durant els anys vuitanta es dedica, principalment, a fer treballs d'interiorisme i d'il·luminació de cases particulars i botigues. Dissenya llums i focus per a il·luminacions especials. En el cas del disseny industrial podem destacar les figures Neoplantarium (1981), dissenyades amb Alicia Núñez.
També va fer incursions en el disseny d'escenografies i disseny d'exposicions. Un dels seus treballs més coneguts va ser l'interiorisme de la discoteca OTTO ZUTZ CLUB en un edifici industrial de principis del segle xx, de la qual va ser director durant quinze anys. Aquest local va ser una insígnia de la ideologia innovadora, basada a oferir una alternativa d'oci estretament vinculada a la cultura, l'art i el disseny. Darrerament es dedica al camp de la creació artística, en un sentit més conceptual i minimalista, investigant el món de les formes pures, les textures, els materials, treballant en la creació d'escultures i objectes.